# Ендру Кин
Ендру Кин (Хампстед, 1960) британско-амерички је писац и критичар модерне дигиталне технологије. Најпознатије дјело му је Култ аматера — како интернет убија културу, (енгл. The Cult of the Amateur: How Today's Internet Is Killing Our Culture, 2007) која је преведена на 17 различитих језика и уврштена је за награду Higham’s Business Technology Book of the Year. Извршни је директор иновативне компаније FutureCast у Силицијумској долини, домаћин популарне интернетске емисије „Keen on”, старији члан CALinnovates, колумнист за Си-Ен-Ен и јавни говорник широм свијета. Године 2015, GQ магазин га је уврстио у листу „100 најповезанијих мушкараца”. Најновија књига Интернет није рјешење (енгл. Internet is not the answer, 2015), истражује негативне ефекте интернета на психологију, економију и културу људи. Његове критике интернета и Силицијумске долине довеле су до тога да га описују као културну савјест интернета, па чак и антихристом те долине.

## Посао
Након повратка у Калифорнију, 1995. године, оснива Audiocafe.com, прву музичку компанију на интернету што га чини једним од пионира Силицијумске долине. Компанија је добила инвестиције од Интела и SAP-а, те је дио раног погона револуције на мрежи. Међутим, у априлу 2000, компанија audiocafe.com доживјела је слом, као и Силицијумска долина и Вол стрит, а Кин је, како сам каже, доживио буђење.
У септембру 2000. организовао је MB5: The Festival for New Media Visionaries, (Фестивал визионара нових медија) на којем су присуствовали водећи људи тадашњег интернета. Од тада је радио у разним технолошким компанијама, међу којима су: Pulse 3D, Santa Cruz Networks, Jazziz Digital и Pure Depth, гдје је тренутно директор за глобалну продају.